# 山口剛彦
山口 剛彦（やまぐち たけひこ、1941年〈昭和16年〉12月30日 - 2008年〈平成20年〉11月17日）は、日本の厚生官僚。正四位瑞宝重光章。厚生事務次官、社会福祉・医療事業団理事長、独立行政法人福祉医療機構理事長を歴任した。元厚生事務次官宅連続襲撃事件で妻とともに殺害された。

## 来歴

### 生い立ち
東京府東京市杉並区阿佐ヶ谷（現・東京都杉並区阿佐ヶ谷）に生まれる。父は日本国有鉄道幹部職員。
東京都杉並区立杉並第七小学校、同阿佐ヶ谷中学校、東京都立西高等学校、東京大学法学部卒業後、1965年（昭和40年）、厚生省（後の厚生労働省）入省。大臣官房総務課配属。入省同期に羽毛田信吾（宮内庁長官）など。

### 厚生省
1967年（昭和42年）、厚生省環境衛生局環境衛生課主査。1973年（昭和48年）、三重県福祉生活部児童老人課長。1975年（昭和50年）、厚生省保険局保険課長補佐。1977年（昭和52年）、厚生省大臣官房総務課長補佐。1981年（昭和56年）に厚生省年金局年金課長。
1984年（昭和59年）、厚生省年金局年金課長だった山口は、「年金の神様」との異名を持ちながらも癌と闘病中の年金局長山口新一郎、同年6月からは山口新一郎の後任局長の吉原健二（後に厚生事務次官）の下で仕え、1985年（昭和60年）には吉原と共に「年金制度大改正」を手がけた。それ以降、山口は「年金制度のスペシャリスト」と省内で呼ばれるようになった。また、この制度大改正により、当時の40歳世代以下から、前世代の70%程度に将来的な年金支給額が減額されることとなったのをはじめ、その後の年金支給年齢の引き上げなどの年金財政の健全化のための制度改正の端緒となったとされている。。課長時代の部下の課長補佐に浅野史郎（前宮城県知事）らがいて、浅野は山口課長の下で2年あまり仕えていた。
1992年（平成4年）に年金局長を経て、1994年（平成6年）から厚生省にて大臣官房長に、1996年（平成8年）の薬害エイズ問題の渦中にあったが、同年に保険局長を経て、特別養護老人ホーム汚職事件での岡光序治の退任を受け、同年11月に後任の厚生事務次官に就任した。また、次官在任中には年金記録問題が判明するきっかけとなった基礎年金番号が1997年（平成9年）から導入された。さらに、介護保険法、臓器移植法も次官在任中に成立させた。
歯に衣着せぬ言動で厚生族議員の敵も多く、次官就任も異例であったとされている。一方で、部下だった浅野史郎によれば、上司や部下から「仏の山口」と慕われるほど温厚な人柄の人物だったという。

### 退官後
次官を1999年（平成11年）8月に退官後、2001年（平成13年）から2003年（平成15年）まで社会福祉・医療事業団理事長に、2003年（平成15年）からその改組団体である福祉医療機構の理事長を務めていた。2008年（平成20年）は全国生活協同組合連合会の理事長（非常勤）。自宅は高級住宅街として知られるさいたま市南区別所にあった。
2008年（平成20年）11月18日午前10時頃、大量の血痕と共に、夫人と自宅玄関先で倒れて死亡しているのを発見され、その後前日の夕方に殺害されたことが判明した。66歳没。また、年金制度大改正担当時の年金局長だった吉原健二の夫人もその日の夜中野区上鷺宮の自宅で襲撃を受けていることから、厚生事務次官経験者を狙った連続襲撃事件として注目された。のちに犯人が警視庁に出頭し、いずれの事件も自分によるものと供述し、殺人と殺人未遂の疑いで逮捕された。

## 手がけた政策

### 年金制度改正
厚生省年金局年金課の課長として、1985年（昭和60年）の年金制度改正に取り組んだ。
厚生年金と国民年金の一元化の推進
基礎年金制度の導入を進め、厚生年金と国民年金の一元化を推進した。この改革により、両年金制度の一部が統合され、年金の財政基盤が従来より安定することとなった
第三号被保険者の導入
日本の年金制度に「第三号被保険者」の概念を導入した。これにより、会社員や公務員らの配偶者は「第三号被保険者」に分類され、基礎年金を受領できるようになった。以前の年金制度では専業主婦が離婚すると無年金となってしまうなどの問題があったが、この制度の導入により解消され、「国民皆年金」の実現が図られた。